# Галасси, Маттео
Маттео Галасси (итал. Matteo Galassi, род. 18 мая 2005) — итальянский фехтовальщик-шпажист, серебряный и бронзовый призёр чемпионата Европы 2025 года.

## Биография
Маттео завершил обучение в школе Альфредо Ориани в Равенне. Продолжил обучение в университете Турина по специальности информатика.
В 2022 году стал спортсменом Спортивного Центра Карабинеров. В 2024 году выиграл золотую медаль на юниорском чемпионате Европы в командных соревнованиях.
В 2025 году на юношеском чемпионате в Уси в составе итальянской команды выиграл золото в командном турнире и серебро в индивидуальных соревнованиях шпажистов.
В 2025 году на чемпионате Европы в Генуе стал обладателем серебряной медали. В финале уступил украинцу Роману Свичкарю. В командных соревнованиях в составе Италии стал бронзовым призёром. 